# Võru kommun
Võru kommun (estniska: Võru vald; võro: Võro vald) är en kommun (landskommun) i landskapet  Võrumaa i sydöstra Estland. Kommunens centralort är staden Võru som dock inte ingår i kommunen utan istället utgör en egen kommun (stadskommun), helt och hållet omsluten av landskommunen med samma namn.
Den nuvarande kommunen bildades den 21 oktober 2017  genom en sammanslagning av dåvarande Võru kommun med Lasva kommun, Orava kommun, Sõmerpalu kommun och Vastseliina kommun. Samtidigt med detta överfördes också området motsvarande tidigare Orava kommun från landskapet Põlvamaa till Võrumaa.

## Orter
I Võru kommun finns fem småköpingar och 182 byar.

### Småköpingar
- Kose
- Parksepa
- Sõmerpalu
- Vastseliina
- Väimela

### Byar
- Alakülä
- Alapõdra
- Andsumäe
- Haamaste
- Haava
- Haava-Tsäpsi
- Haidaku
- Halla
- Hanikase
- Hannuste
- Hargi
- Heeska
- Heinasoo
- Hellekunnu
- Hinniala
- Hinsa
- Holsta
- Horma
- Husari
- Hutita
- Hänike
- Illi
- Indra
- Jantra
- Jeedasküla
- Juba
- Juraski
- Järvere
- Kaagu
- Kahkva
- Kahro
- Kaku
- Kakusuu
- Kamnitsa
- Kannu
- Kapera
- Kasaritsa
- Keema
- Kerepäälse
- Kirikumäe
- Kirumpää
- Kliima
- Kolepi
- Koloreino
- Kornitsa
- Kusma
- Kõivsaare
- Kõliküla
- Kõo
- Korgõmõisa
- Kurenurme
- Kõrgessaare
- Kõrve
- Kõvera
- Käpa
- Kärgula
- Kärnamäe
- Kääpa
- Käätso
- Kühmamäe
- Külaoru
- Kündja
- Lakovitsa
- Lapi
- Lasva
- Lauga
- Lehemetsa
- Leiso
- Lepassaare
- Liinamäe
- Liiva
- Lilli-Anne
- Lindora
- Linnamäe
- Listaku
- Lompka
- Loosi
- Loosu
- Luhte
- Luuska
- Madi
- Madala
- Majala
- Marga
- Meegomäe
- Meeliku
- Mustassaare
- Mustja
- Mutsu
- Mõisamäe
- Mõksi
- Mõrgi
- Mäe-Kõoküla
- Mäekülä
- Mäessaare
- Möldri
- Navi
- Noodasküla
- Nooska
- Nõnova
- Oleski
- Orava
- Oro
- Ortuma
- Osula
- Otsa
- Paidra
- Palometsa
- Paloveere
- Pari
- Peraküla
- Perametsa
- Pikakannu
- Pikasilla
- Pille
- Pindi
- Piusa
- Plessi
- Praakmani
- Pritsi
- Puiga
- Pulli
- Punakülä
- Puusepa
- Puutli
- Päka
- Pääväkese
- Raadi
- Raiste
- Raudsepa
- Rauskapalu
- Rebasmäe
- Riihora
- Roosisaare
- Pässä
- Rummi
- Rusima
- Rõssa
- Räpo
- Saarde
- Saaremaa
- Savioja
- Sika
- Soe
- Soena
- Sooküla
- Sulbi
- Sutte
- Suuremetsa
- Sõmerpalu
- Tabina
- Tagaküla
- Tallikeste
- Tamme
- Tammsaare
- Tellaste
- Tiri
- Tohkri
- Tootsi
- Tsolgo
- Tsolli
- Tuderna
- Tüütsmäe
- Udsali
- Umbsaare
- Vaarkali
- Vagula
- Vana-Nursi
- Vana-Saaluse
- Vana-Vastseliina
- Varese
- Vatsa
- Verijärve
- Viitka
- Villa
- Vivva
- Voki
- Voki-Tamme
- Võlsi
- Võrumõisa
- Võrusoo
- Väiso

## Galleri

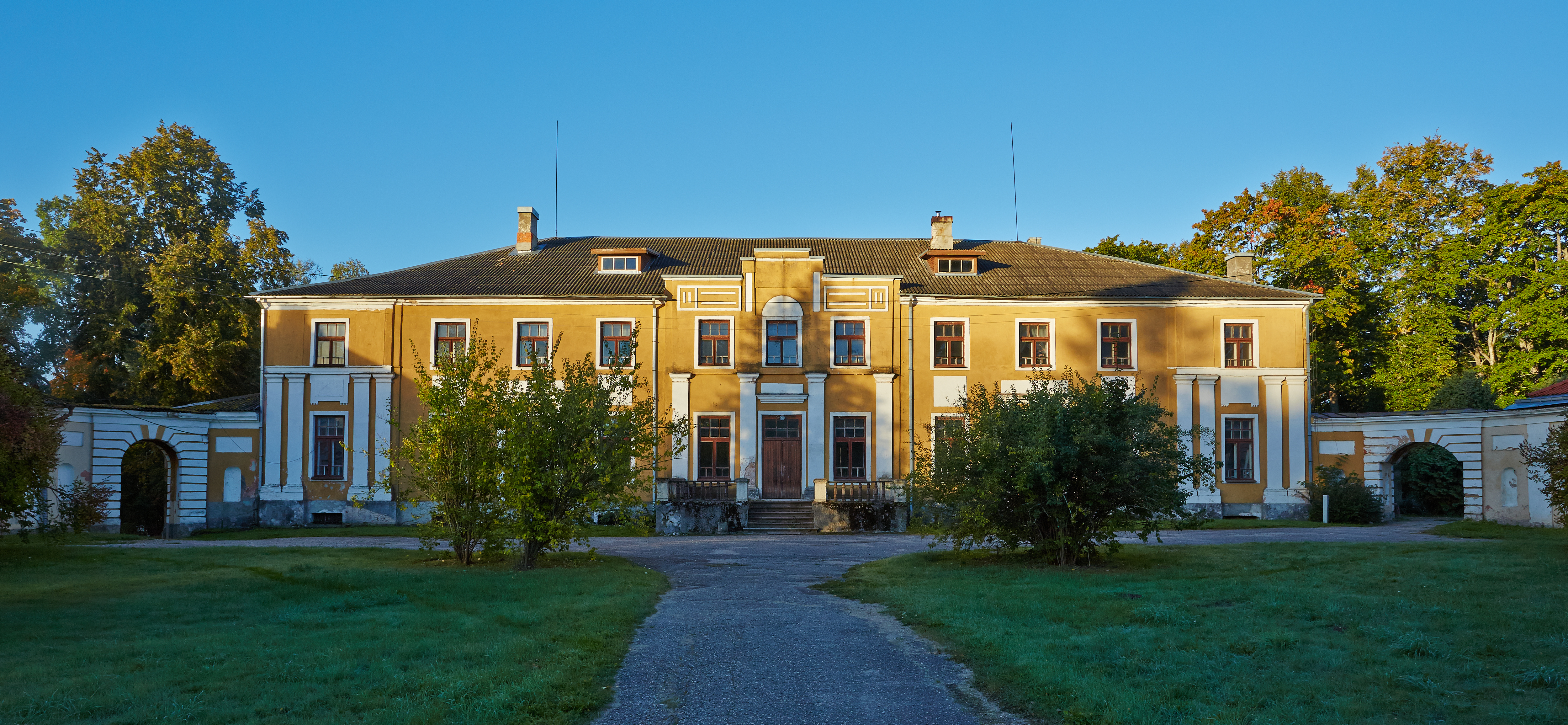
Väimela herrgård.
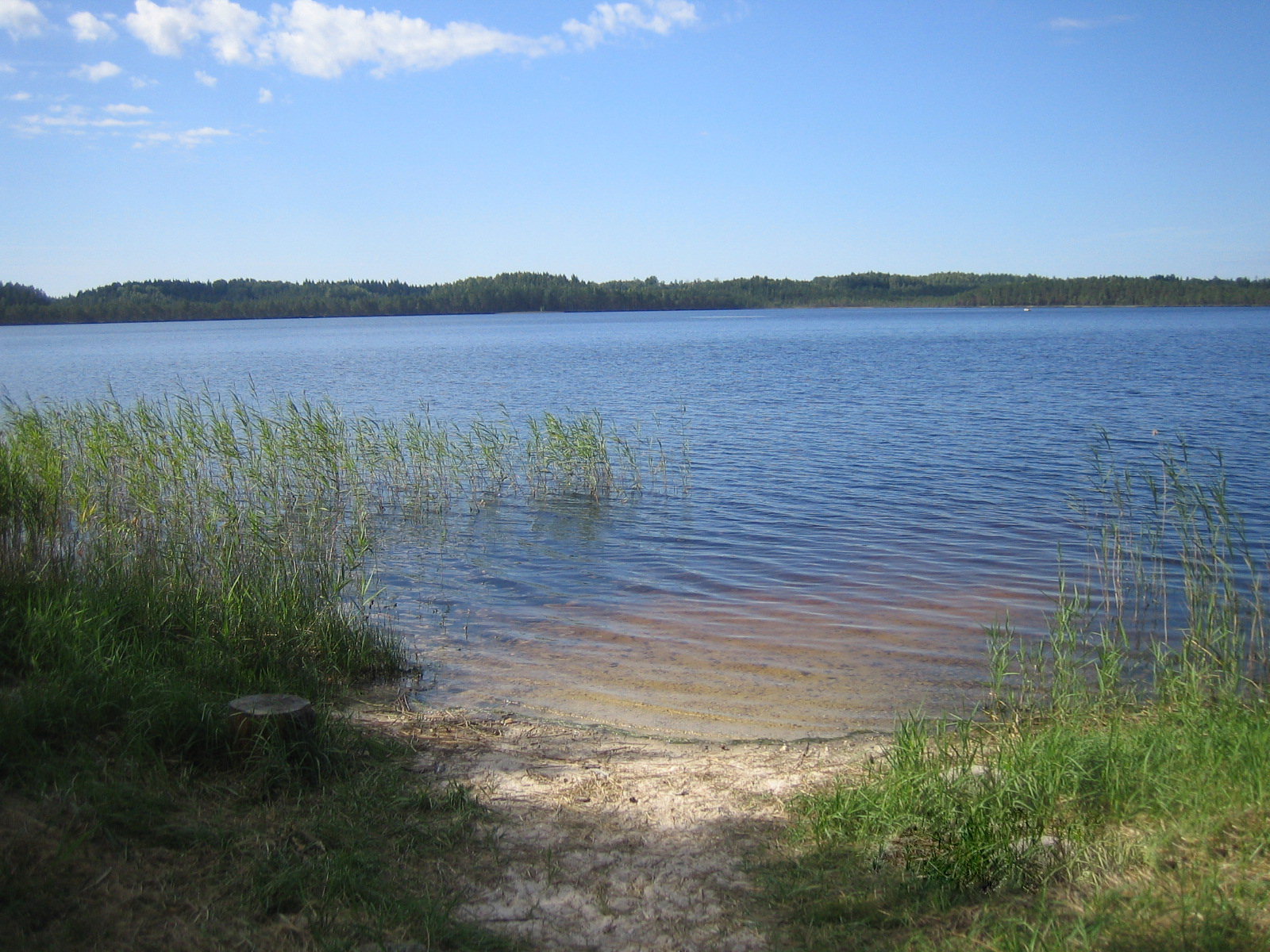
Sjön Kirikumäe järv.
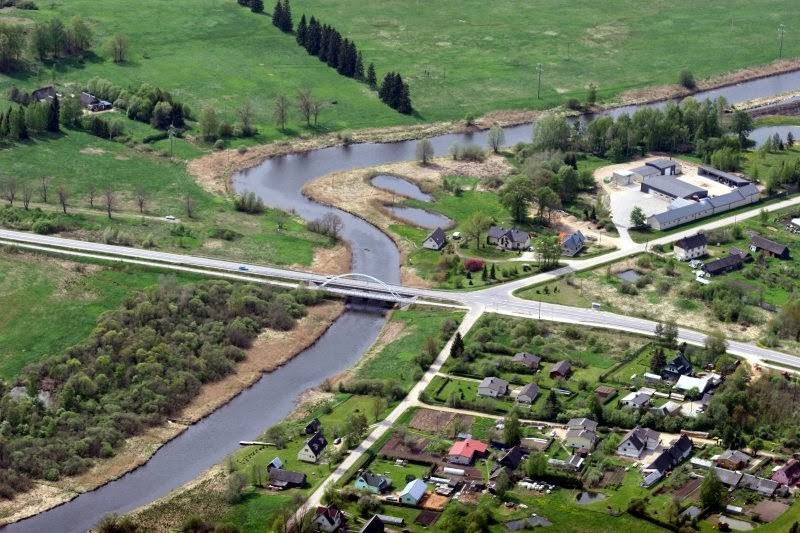
Bron över Võhandu Jõgi i byn Kirumpää.